# Luik-Bastenaken-Luik 2001
De 87e editie van Luik-Bastenaken-Luik werd gehouden op zondag 22 april 2001. De renners kregen 258 kilometer voor de kiezen, met daarin enkele lastige beklimmingen. Het was de vijfde wedstrijd in de strijd om de Wereldbeker. De Zwitser Oscar Camenzind won deze editie van La Doyenne.

## Uitslag
| Luik-Bastenaken-Luik 2001 (258 km) |                      |                   |          |
| Plaats                             | Naam                 | Ploeg             | Tijd     |
| Winnaar                            | Oscar Camenzind      | Lampre-Daikin     | 6u42'38" |
| 2                                  | Davide Rebellin      | Liquigas-Pata     | z.t.     |
| 3                                  | David Etxebarria     | Euskaltel-Euskadi | z.t.     |
| 4                                  | Francesco Casagrande | Fassa Bortolo     | z.t.     |
| 5                                  | Michael Boogerd      | Rabobank          | z.t.     |
| 6                                  | Raimondas Rumsas     | Fassa Bortolo     | + 25"    |
| 7                                  | Marcos Serrano       | ONCE              | z.t.     |
| 8                                  | Erik Dekker          | Rabobank          | z.t.     |
| 9                                  | Markus Zberg         | Rabobank          | z.t.     |
| 10                                 | Beat Zberg           | Rabobank          | z.t.     |
|                                    |                      |                   |          |
| 13                                 | Peter Van Petegem    | Mercury-Viatel    | z.t.     |

1892 · 1893 · 1894 · 1895-1907 · 1908 · 1909 · 1910 · 1911 · 1912 · 1913 · 1914-1918 · 1919 · 1920 · 1921 · 1922 · 1923 · 1924 · 1925 · 1926 · 1927 · 1928 · 1929 · 1930 · 1931 · 1932 · 1933 · 1934 · 1935 · 1936 · 1937 · 1938 · 1939 · 1940-1942 · 1943 · 1944 · 1945 · 1946 · 1947 · 1948 · 1949 · 1950 · 1951 · 1952 · 1953 · 1954 · 1955 · 1956 · 1957 · 1958 · 1959 · 1960 · 1961 · 1962 · 1963 · 1964 · 1965 · 1966 · 1967 · 1968 · 1969 · 1970 · 1971 · 1972 · 1973 · 1974 · 1975 · 1976 · 1977 · 1978 · 1979 · 1980 · 1981 · 1982 · 1983 · 1984 · 1985 · 1986 · 1987 · 1988 · 1989 · 1990 · 1991 · 1992 · 1993 · 1994 · 1995 · 1996 · 1997 · 1998 · 1999 · 2000 · 2001 · 2002 · 2003 · 2004 · 2005 · 2006 · 2007 · 2008 · 2009 · 2010 · 2011 · 2012 · 2013 · 2014 · 2015 · 2016 · 2017 · 2018 · 2019 · 2020 · 2021 · 2022 · 2023 · 2024